# 天神川 (埼玉県)
天神川（てんじんがわ）は、埼玉県児玉郡美里町を流れる一級河川。利根川水系志戸川の支流である。

## 流路
埼玉県児玉郡美里町大字白石の陣見山に源を発し、白石地区や、中里地区を流れる。甘粕地区でJR八高線の下をくぐり、古郡地区へと流れ、美里町大字阿那志付近で志戸川に合流する。。

## 水系
天神川は、志戸川の支流、利根川の三次支流である。
- 利根川 - 小山川 - 志戸川 - 天神川

## 支流
- 猪俣川

## 橋梁
上流より
- 白石橋（埼玉県道349号広木折原線）
- 新田橋
- 五反田大橋
- 天神橋（国道254号）
- 埼玉県道175号小前田児玉線
- 前河原橋（埼玉県道31号本庄寄居線）
- 八高線
- 中耕地大橋
- 安光寺橋
- 中道橋
- 名称不明

## 流域の観光地
- 美里町遺跡の森総合公園（美里町大字木部）